# 2. armija (Austro-Ugarska)
2. armija (njem. 2. armee) je bila vojna formacija austrougarske vojske u Prvom svjetskom ratu. Tijekom Prvog svjetskog rata djelovala je na Istočnom bojištu, te u prvom mjesecu rata djelomično na Balkanskom bojištu.

## Povijest
Druga armija formirana je nakon što je Austro-Ugarska proglasila mobilizaciju u kolovozu 1914. godine. Nakon formiranja armija se sastojala od četiri korpusa i to III. korpusa, IV. korpusa, VII. korpusa i XII. korpusa. Zapovjednikom armije imenovan je general konjice Eduard von Böhm-Ermolli koji je armijom zapovijedao tijekom cijelog njenog postojanja.
Prema austrougarskom ratnom planu, 2. armija je trebala djelovati na Balkanskom bojištu. Nakon poraza Srbije za koju se očekivalo da će brzo biti pobijeđena, armija se trebala prebaciti na Istočno bojište. Međutim, ratna događanja uzrokovala su razdvajanje jedinica 2. armije. Naime, zbog ruske mobilizacije koja je bila brža od očekivane, kao i ruskih napada u Galiciji, na Istočno bojište su odmah upućeni XII. korpus pod zapovjedništvom Hermanna Kövessa i III. korpus pod zapovjedništvom Emila Colerusa koji su do dolaska stožera 2. armije formirali Armijsku grupu Kövess. Preostali dio 2. armije (IV. i VII. korpus) sudjelovali su u Prvoj invaziji na Srbiju (12. kolovoza – 24. kolovoza 1914.) u kojoj je IV. korpus bez otpora prešao Savu, te zauzeo Šabac. Međutim, ubrzo je i VII. korpus upućen u Galiciju, dok je preostali IV. korpus nakon austrougarskog poraza u Cerskoj bitci pokušao zadržati Šabac u austrougarskim rukama u čemu nije uspio. Na kraju, i IV. korpus upućen je na Istočno bojište tako da su se do 25. kolovoza 1914. svi korpusi 2. armije nalazili u Galiciji zbog čega je privremeno ustrojena Armijska grupa Kövess rasformirana.

Na Istočnom bojištu odmah nakon što je u cijelosti na isto pristigla, 2. armija sudjeluje u Bitci na Gnjiloj Lipi. U navedenoj bitci 2. armija je zajedno s 3. armijom pod zapovjedništvom Rudolfa von Brudermanna teško poražena, te prisiljena na povlačenje zbog čega je napušten i Lemberg. Ubrzo nakon toga 2. armija je ponovno poražena u Bitci kod Rava-Ruske (2. rujna – 11. rujna 1914.) u kojoj neuspješno pokušava izvršiti obuhvatni manevar s juga kako bi se okružila rusku 3. armiju.
U studenom 1914. 2. armija je premještena s galicijskog dijela bojišta na sjever u Šlesku gdje je ušla u sastav njemačke Armijske grupe Woyrsch u sastavu koje je napadima podržavala njemačku ofenzivu prema Lodzu. Nakon toga u veljači 1915. 2. armija je ponovno premještena ovaj put u sjeverne Karpate zauzimajući položaj na bojištu između austrougarske 3. armije i njemačke Južne armije. Nakon dolaska, 2. armija sudjeluje u drugom napadu Karpatske ofenzive (23. siječnja – 15. travnja 1915.).
Armija tako 27. veljače 1915. kreće u napad s ciljem zauzimanja Baligrada i deblokade Przemysla. Međutim, nakon tri tjedna ogorčenih borbi u zimskim uvjetima ofenziva je obustavljena bez ikakvih rezultata. Rusi su nakon toga 20. ožujka krenuli u protuofenzivu kako bi 2. i 3. armiju potisnuli u Mađarsku. U tome su i uspjeli, te je 2. armija primorana da se povuče na mađarsku stranu Karpata. Nakon mjesec dana teških borbi ruska ofenziva je morala biti obustavljena zbog problema u opskrbi i izmorenosti trupa, nakon čega je 2. armija uz pomoć njemačke Južne armije uspjela povratiti izgubljene položaje.
U svibnju 1915. 2. armija sudjeluje u ofenzivi Gorlice-Tarnow (1. svibnja – 18. rujna 1915.). Nakon što je njemačka 11. armija pod zapovjedništvom Augusta von Mackensena probila rusku frontu između Gorlice i Tarnowa, u napad je krenula i 2. armija koja je potisnula rusku 8. armiju kojom je zapovijedao Aleksej Brusilov. Uz pomoć 2. armije njemačka 11. armija je 3. lipnja 1915. zauzela Przemysl, dok je 2. armija 22. lipnja oslobodila Lemberg. I nakon zauzimanja glavnog grada Galicije 2. armija je nastavila napredovati sve dok se u rujnu front nije stabilizirao na liniji zapadno od Tarnopola.
Nakon što je krajem 1915. i početkom 1916. na dijelu bojišta koji je držala 2. armija bilo relativno mirno, u lipnju 1916. armija je žestoko napadnuta u Brusilovljevoj ofenzivi (4. lipnja – 20. rujna 1916.). U navedenoj ofenzivi položaji 2. armije su napadnuti od strane ruske 11. armije pod zapovjedništvom Vladimira Saharova. Iako su ruske snage uspjele potisnuti 2. armiju, napredovanje ruske 11. armije nije bilo takvo kao na ostalim dijelovima fronta koji su bili obuhvaćani ofenzivom, te je 2. armija uspjela na kraju zaustaviti ruski napad.
Druga armija je u ljeto 1917. ponovno napadnuta od strane ruske 11. armije u Kerenskijevoj ofenzivi (1. srpnja – 10. srpnja 1917.). U navedenom napadu ruska 11. armija uspjela je napredovati prvih dana ofenziva za 30-ak km. Međutim, na drugim dijelovima bojišta ruska ofenziva pretrpjela je neuspjeh, te su Rusi pretrpjeli velike gubitke. Ubrzo je 2. armija zajedno s njemačkom Južnom armijom krenula u protunapad, te povratila izgubljene položaje pri čemu je i 26. srpnja 1917. zauzela Tarnopol koji je bio u ruskim rukama još od rujna 1914. godine.
U ožujku 1918. jedinice 2. armije sudjeluju u okupaciji Ukrajine, te 14. ožujka 1918. ulaze u Odesu. Nakon završetka operacija 2. armija je 16. svibnja 1918. rasformirana. Na osnovi njezinih jedinica formirana je Istočna armija.

## Zapovjednici
Eduard von Böhm-Ermolli (1. kolovoza 1914. – 16. svibnja 1918.)

## Načelnici stožera
Artur Mecenseffy (29. lipnja 1914. – 27. rujna 1914.)

Carl von Bardolff (27. rujna 1914. – 16. svibnja 1918.)

## Bitke
Prva invazija na Srbiju (12. kolovoza – 24. kolovoza 1914.)

Bitka na Gnjiloj Lipi (26. kolovoza – 30. kolovoza 1914.)

Bitka kod Rava-Ruske (2. rujna – 11. rujna 1914.)

Karpatska ofenziva (23. siječnja – 15. travnja 1915.)

Ofenziva Gorlice-Tarnow (1. svibnja – 18. rujna 1915.)

Brusilovljeva ofenziva (4. lipnja – 20. rujna 1916.)

Kerenskijeva ofenziva (1. srpnja – 10. srpnja 1917.)

## Sastav
- kolovoz 1914.: III. korpus, IV. korpus, VII. korpus, XII. korpus
- siječanj 1915.: IV. korpus, XII. korpus, Korpus Gallwitz
- ožujak 1915.: V. korpus, XVIII. korpus, XIX. korpus, Grupa Szurmay, Grupa Schmidt
- svibanj 1915.: IV. korpus, V. korpus, VIII. korpus, XVIII. korpus, XIX. korpus
- lipanj 1915.: IV. korpus, V. korpus, XVIII. korpus, XIX. korpus, Beskidski korpus, Grupa Kornhaber
- rujan 1915.: IV. korpus, V. korpus, XVIII. korpus, XIX. korpus
- siječanj 1916.: IV. korpus, V. korpus, XVIII. korpus, Korpus kosak, Konjički korpus Lehmann
- lipanj 1916.: IV. korpus, V. korpus, Grupa Kosak
- listopad 1916.: IV. korpus, V. korpus, IX. korpus, XVIII. korpus, Grupa Eben
- siječanj 1917.: V. korpus, XVIII. korpus, Armijska grupa Eben
- veljača 1918.: V. korpus, XII. korpus, XVIII. korpus, XXV. korpus

## Vojni raspored 2. armije na početku Prvog svjetskog rata
Zapovjednik: general konjice Eduard von Böhm-Ermolli

- XII. korpus (genpj. Hermann Kövess)
  - 16. pješačka divizija (podmrš. Paukert)
  - 35. pješačka divizija (podmrš. Njegovan)
  - 38. honvedska divizija (podmrš. Karg von Bebenburg)

- III. korpus (genpj. Emil Colerus)
  - 6. pješačka divizija (podmrš. Gelb von Siegesstern)
  - 28. pješačka divizija (podmrš. Rudolf Kralicek)
  - 22. landverska divizija (podmrš. Krauss-Elislago)

- VII. korpus (genpj. Otto Meixner von Zweienstamm)
  - 17. pješačka divizija (podmrš. Henriquez)
  - 34. pješačka divizija (podmrš. Krautwald)

- IV. korpus (genkonj. Karl Tersztyanszky)
  - 31. pješačka divizija (nadvoj. Josef)
  - 32. pješačka divizija (podmrš. Fail-Greissler)

- Pod neposrednim armijskim zapovjedništvom
  - 11. pješačka divizija (podmrš. Pokorny)
  - 43. landverska divizija (podmrš. Schmidt von Georgenegg)
  - 20. honvedska divizija (podmrš. Csanady)
  - 1. konjička divizija (genboj. Peteani von Steinberg)
  - 5. honvedska konjička divizija (podmrš. Froreich)
  - 8. konjička divizija (podmrš. Lehmann)

## Vojni raspored 2. armije u siječnju 1915.
Zapovjednik: general konjice Eduard von Böhm-Ermolli

- Korpus Gallwitz (gentop. Max von Gallwitz)
  - 35. pješačka divizija (podmrš. Fox)
  - 27. pješačka divizija (podmrš. Kosak)

- IV. korpus (genkonj. Karl Tersztyanszky)
  - 31. pješačka divizija (podmrš. Lütgendorf)
  - 32. pješačka divizija (podmrš. Goiginger)

- XII. korpus (genpj. Hermann Kövess)
  - 16. pješačka divizija (podmrš. Schariczer)
  - 35. pričuvna divizija (gen. Schmettau)
  - 3. konjička divizija (podmrš. A.Bruderman)
  - 7. konjička divizija (podmrš. Korda)
  - 9. konjička divizija (podmrš. Hauer)

## Vojni raspored 2. armije u svibnju 1915.
Zapovjednik: general konjice Eduard von Böhm-Ermolli

- IV. korpus (genkonj. Karl Tersztyanszky)
  - 13. zaštitna divizija (podmrš. Kreysa)
  - 32. pješačka divizija (genboj. Willerding)
  - 31. pješačka divizija (podmrš. Lütgendorf)
  - 43. zaštitna divizija (podmrš. Schmidt von Georgenegg)

- V. korpus (gentop. Paul Puhallo)
  - 37. pješačka divizija (genboj. Trabajdi)
  - 33. honvedska divizija (podmrš. Goglia)
  - 27. pješačka divizija (podmrš. Kosak)

- VIII. korpus (gentop. Viktor von Scheuchenstuel)
  - 51. honvedska divizija (podmrš. Kornhaber)
  - 14. pješačka divizija (podmrš. Csicserics)
  - 41. honvedska divizija (podmrš. Schay)

- XVIII. korpus (genkonj. Emil von Ziegler)
  - 44. zaštitna divizija (podmrš. Goiginger)
  - 9. pješačka divizija (genboj. Schön)

- XIX. korpus (podmrš. Ignaz Trollmann)
  - 29. pješačka divizija (podmrš. Zanantoni)
  - 34. pješačka divizija (genboj. Birkenhain)

## Vojni raspored 2. armije u rujnu 1915.
Zapovjednik: general konjice Eduard von Böhm-Ermolli

- VIII. korpus (podmrš. Claudius Czibulka)
  - 31. pješačka divizija (podmrš. Lütgendorf)
  - 32. pješačka divizija (genboj. Willerding)
  - 1. konjička divizija (genboj. Ruiz do Roxas)

- IV. korpus (podmrš. Albert Schmidt von Georgenegg)
  - 27. pješačka divizija (podmrš. Kosak)
  - 51. honvedska divizija (podmrš. Kornhaber)

- XIX. korpus (podmrš. Ignaz Trollmann)
  - 29. pješačka divizija (genboj. Kroupa)

- V. korpus (podmrš. Ferdinand Goglia)
  - 33. pješačka divizija (podmrš. Hordt)
  - 34. pješačka divizija (genboj. Birkenhain)
  - 14. pješačka divizija (podmrš. Csicserics)
  - 43. zaštitna divizija (genboj. Jordan-Rozwadowski)

## Vojni raspored 2. armije u Brusilovljevoj ofenzivi
Zapovjednik: general pukovnik Eduard von Böhm-Ermolli

- IV. korpus (genpj. Albert Schmidt von Georgenegg)
  - 14. pješačka divizija (podmrš. Csicserics)
  - 33. pješačka divizija (podmrš. Hordt)

- V. korpus (podmrš. Ferdinand Goglia)
  - 31. pješačka divizija (genboj. Lieb)

- Grupa Kosak (podmrš. Ferdinand Kosak)
  - 17. pješačka divizija (podmrš. Kosak)
  - 4. konjička divizija (podmrš. Ostermuth)

- Armijska pričuva
  - 29. pješačka divizija (podmrš. Schön)

## Vojni raspored 2. armije u studenom 1916.
Zapovjednik: general pukovnik Eduard von Böhm-Ermolli

- IX. korpus (podmrš. Ernst Kletter)
  - 9. pješačka divizija (podmrš. Böltz)
  - 32. pješačka divizija (genboj. Willerding)

- IV. korpus (podmrš. Theodor von Hordt)
  - 33. pješačka divizija (podmrš. Iwanski)

- V. korpus (podmrš. Ferdinand Goglia)
  - 31. pješačka divizija (genboj. Lieb)
  - 27. pješačka divizija (genboj. Kosak)
  - 4. konjička divizija (genboj. Berndt)

- XVIII. korpus (podmrš. Claudius Czibulka)
  - 2. konjička divizija (genboj. Etzel)
  - 106. landšturmska divizija (genboj. Kratky)
  - 25. pješačka divizija (genboj. Boog)

- Grupa Eben (genpj. Johannes von Eben)

## Vojni raspored 2. armije u Kerenskijevoj ofenzivi
Zapovjednik: general pukovnik Eduard von Böhm-Ermolli

- IX. korpus (podmrš. Ernst Kletter)
  - 19. pješačka divizija (podmrš. Böltz)
  - 32. pješačka divizija (genboj. Willerding)
  - 197. pješačka divizija (genpor. Wilhelmi)
  - 33. pješačka divizija (genboj. Iwanski)
  - 96. pješačka divizija (genboj. von der Decken)
  - 223. pješačka divizija (genboj. Haevernick)
  - 237. pješačka divizija (genboj. Jacobi)

- V. korpus (gentop. Ferdinand Goglia)
  - 12. landverska divizija (genboj. Drabich-Wächter)
  - 17. pješačka divizija (podmrš. Kosak)
  - 4. konjička divizija (genboj. Berndt)

- XVIII. korpus (podmrš. Claudius Czibulka)
  - 15. landverska divizija (genpor. Sack)
  - 25. pješačka divizija (genboj. Boog)

## Vanjske poveznice
(eng.) 2. armija na stranici Austrianphilately.com  Arhivirana inačica izvorne stranice od 20. ožujka 2021. (Wayback Machine)

(eng.) 2. armija na stranici Austro-Hungarian-Army.co.uk